# Várkonyi Mátyás
Várkonyi Mátyás (Budapest, 1950. szeptember 4. –) Erkel Ferenc-díjas zeneszerző, szövegíró, karmester, A ZéGé és a Generál együttes alapítója és vezetője, a legendás Rock Színház létrehozója és alapító-igazgatója, a magyar rocktörténet számos nagy pillanatának részese.

## Pályafutása
Zenei karrierjét a Magyar Rádió Gyermekkórusának tagjaként kezdte 1957-ben. Itt alkotta első színpadi műveit nyolcéves korától (A Bölcs Róka, Kacor király, Távozási bizonyítvány, a szerzőtársak Fischer Iván és Tegzes István voltak). A Bartók Béla Konzervatórium zeneszerzés szakán Sugár Rezső és Soproni József tanítványa volt. Ezután tanulmányait a főiskola jazz tanszékén folytatta Kertész Kornél és Gonda János tanítványaként zongora–zeneszerzés szakon. Hangszerelés-tanára Bágya András volt.
Közben megalakította első saját együttesét Sylicon, majd ZÉGÉ néven, és már a hatvanas évek végén több országosan ismert dal zeneszerzője és szövegírója volt (Elment a metró, Bárcsak nőne már a szakállam, Balatoni nyár).
Kétévnyi katonáskodás következett a Székesfehérvári Helyőrségi Fúvószenekarban, ebben az időben alakult meg a Generál együttes, amelynek zeneszerzője és billentyűse, majd vezetője lett. A Generál a hetvenes években majd tíz éven át Magyarország és Európa keleti felének egyik legismertebb és legnépszerűbb zenekara volt. 
Dalai ebből a korszakból: Ha ismerném, Lehajtott fejjel, Fűrész, Szélkakas (holland slágerlista első helyezettje), Törökméz, Könnyű álmot hozzon az éj, Lehettem volna, Különös szilveszter stb. 1977-ben két dalával is döntőbe jutott és díjat nyert az American Song Festivalon: Easy Dream (Könnyű álom) és Let’s Rock’n Roll (Bocsáss meg nekünk, rock and roll). A sopoti dalfesztiválon a Különös szilveszter Cserháti Zsuzsa előadásában közönségdíjat nyert.
1980-ban alapítóként részt vett a Rock Színház létrehozásában, amelynek kezdetben zenei vezetője, majd igazgatója volt. 1980. augusztus 14-én volt az "Evita" magyarországi ősbemutatója. A rock-, színháztörténeti jelentőségű előadásnak a zenei vezetője, karmestere volt.
1981-ben zeneszerzője az első magyar rockoperának, a Sztárcsinálóknak. Az előadást több mint 500-szor játszották folyamatosan, és a művet a társulat angol nyelven is bemutatta Ausztriában és Németországban. A Farkasok rockfantázia, amelyet a Magyar Televízió nevezett be a Helsinki Variation Variety Fesztiválra, minden díjat elhozott Finnországból, és a darab Ezüst Rózsa díjat nyert New Yorkban a legjobb zenés tv-film kategóriában.
Műfajteremtő szándékkal Andersen Bábjátékos című novellájából poperettet írt Béres Attila verseire.
A Rock Színház fennállása alatt bejárta egész Európát, a Dorian Gray c. musicalt Londonban is bemutatták angol nyelven, Kerényi Miklós Gábor rendezésében. A musical német nyelvű változatának turnéja 60 előadást ért meg német nyelvterületeken. Emellett más társulatok is játszották Várkonyi darabjait többet között Ausztriában, Németországban, Szlovákiában, Jugoszláviában, Hollandiában, Franciaországban, Svájcban stb.
2018. január 19-én az Operett Színház, Réthly Attila rendezésében, Bodor Johanna koreográfiájával – nagy sikerrel – újra bemutatta a művet a Kálmán Imre Teátrumban.
Várkonyi Mátyás és Béres Attila Egri csillagok c. történelmi musicalje (Gárdonyi Géza regénye alapján szöveg: Béres Attila), amelyet 1997-ben mutattak be a Margitszigeti Szabadtéri Színpadon Novák Ferenc rendezésében, az Agria Nyári Játékok állandó előadásává vált az egri vár udvarán. Ezt az előadást  láthatta 300 ezer néző Csíksomlyón.  A Honvéd Művészegyüttes az eredeti rendezésben több mint 50 előadást tartott a Művészetek Palotájában, és 2009 végén a Győri Nemzeti Színház  műsorára tűzte  ezt a musicalt, Nagy Viktor színpadra állításában. Az Egri csillagokat már több, mint húsz éve folyamatosan játsszák Egerben, és műsorukra tűzik profi és amatőr társulatok.
Szinte ezzel egyidőben a Madách Színház bemutatta a Bródy Jánossal írt Will Shakespeare musicaljét, melyet később a Magyarock Dalszínház is műsorára tűzött.
Az Ifiparkról szóló darabját 2000-ben mutatták be Budapesten, majd Zalaegerszegen.
Aldous Huxley Szép új világ című regényéből Nagy Viktorral közösen készült rockopera, amelyet az Újvédéki Magyar Színház mutatott be 2005-ben.
2014-ben a Mata Hariról szóló kémoperát Várkonyi Mátyás rendezésében  bemutatták a Művészetek Palotája Bartók Béla Hangversenytermében.
Ebben az évben készült a Generál-dalok ihlette A Fülemüle (és) a Zenegép mesemusical is.
2010-ben született újabb  műve új magyar operett, melyet Fábri Péterrel írt a műfaj újrateremtésének szándékával: Mária és Terézia.
Felesége Horváth Kata jelmeztervező, gyermekei Máté, Ádám és Zsófia. Szerzőtársai Antal János, Novai Gábor, Miklós Tibor, Béres Attila, Gunar Braunke, Ács János, Békés Pál, Bródy János, Nagy Viktor, Kovácsi János és Fábri Péter.
Zenés darabjait folyamatosan műsorukra tűzik a magyarországi és külföldi színházak. A Színházi adattárban regisztrált bemutatóinak száma: zeneszerző-24, karmester-11, zeneszerző és karmester-5.
2015-ben újra összeállt a Generál Horváth Charlie, Karácsony János, Novai Gábor és Várkonyi Mátyás felállásban egy nagysikerű országos turnéra.

### Politikai intermezzo
Várkonyi Mátyás 1990 és 1994 között az SZDSZ XIII. kerületi helyi képviselője volt. Képviselőként nem fejtett ki aktív tevékenységet.

## Díjai, elismerései
- Ezüst Rózsa díj – Farkasok: a legjobb zenés tv-film – New York (1984)
- Erkel Ferenc-díj (1986)
- Huszka Jenő-díj (1997)
- A Magyar Köztársasági Érdemrend lovagkeresztje (2006)
- Fényes Szabolcs-díj (2010)
- Artisjus Életműdíj (2013)

## Színpadi művek, filmzene
1. Örvényben, 1981, musical (sz: Miklós Tibor)
2. Sztárcsinálók, 1981, az első magyar rockopera (sz: Miklós Tibor)
3. Farkasok, 1982, rockfantázia (sz: Miklós Tibor)
4. Bábjátékos, 1985, musical (sz: Béres Attila)
5. A hetedik parancsolat, zenés játék (sz: Miklós Tibor)
6. A három testőr, zenés játék (r: Mrsán János)
7. Félőlény, 1989, mese-musical (sz: Békés Pál)
8. A megfelelő ember, filmzene (r: Kovácsi János)
9. Dorian Gray, 1990, musical (sz: Gunar Braunke,  Ács jános)
10. Elégia, filmzene (kisfilm, r: Kovácsi János)
11. A Rend, 1992, rock-balett (sz: Béres Attila)
12. Rock-Odüsszeia, 1994 (sz: Béres Attila)
13. Egri csillagok (musical) rockopera, 1996 (sz: Béres Attila)
14. Will Shakespeare vagy akit akartok, 1997 (sz: Bródy János)
15. Ifipark, 2001 (sz: Várkonyi Mátyás, Bereményi Géza)
16. Szép Új Világ, 2005 (sz: Várkonyi Mátyás-Nagy Viktor)
17. A csábító pillangó (Ruzante), 2008 (sz: Fábri Péter)
18. A Fülemüle és a Zenegép, 2009 (a Generál együttes dalaiból)
19. Mata Hari, 2010–2014 (kémmusical)
20. Mária & Terézia, 2011, operett
21. Rockmennyország 2016 (hardrock musical)
22. Messias.ma rockoratórikus passió 2017

## Diszkográfia
- Generál: Staféta – LP (1973)
- Generál: Neked szól – LP (1975)
- Generál: Zenegép – LP (1977)
- Generál: Piros bicikli – LP (1979)
- Generál: Rockin’ and rollin – LP, angol nyelven, Lengyelország (1975)
- Generál: Generál – 2 LP, angol nyelven, Lengyelország (1977)
- Generál: Valamit el kell mondanom – CD (2000)
- Sztárcsinálók – LP (1982)
- Farkasok – LP (1983)
- Evita – karmester (1984)
- Jézus Krisztus Szupersztár – karmester (1986)
- Nyomorultak – zenei producer (1988)
- Sasi 1 (Sasvári Sándor) – kazetta (1989)
- Miss Saigon – karmester, zenei producer
- Félőlény – műsoros kazetta (1990)
- Sztárcsinálók – dupla CD (1993)
- Egri csillagok – CD 1998)
- Dorian Gray – dupla CD (1999)
- Ifipark – CD (2000)
- Félőlény – CD (2006)
- Félőlény – CD (2009)
- Mata Hari – CD-DVD (2016)
- Messias.ma – DVD (2017)